# 明日香七穂
明日香 七穂（あすか なお、1961年9月18日 - ）は、日本の女優。本名:西住 和子。旧芸名:明日香 和泉（あすか いずみ）、明日香 いづみ（あすか いずみ）、明日香 尚（あすか なお）。

## 来歴・人物
兵庫県神戸市出身。神戸市立葺合高等学校卒業。宝塚歌劇団に入ることも考えていたが、シェイクスピアの作品を読んで感動したことで本格的に役者を志した。東宝現代劇、演劇集団 円にも在籍していたこともあり、のち番衆プロダクション、現代制作舎に所属していた。
子供の頃から歌と踊りが好きで、特技は幼稚園時代からやっていたクラシックバレエ、ピアノ。その他ジャズダンス、英語も得意。クラシックバレエを活かしてミュージカルでも活躍していた。「情感豊か」だとして、ジェシカ・ラングが目標だとしていたことがある。

## 出演

### テレビドラマ
- 探偵物語 第15話「脅迫者」（1979年）
- 西部警察（ANB）
  - 第12話「ビッグバッド・ママ」（1979年） - 飯島三郎の恋人
  - 第48話「別離のブランデー・グラス」（1980年） - あけみ
  - 第92話「幻の警視総監賞」（1981年） - 小田切の情婦
- 影の軍団シリーズ（KTV）
  - 服部半蔵 影の軍団 第16話「ヤバイ女に手を出すな」（1980年）
  - 影の軍団II 第14話「闇にきらめく美女」（1982年） - 宗春 役
  - 影の軍団III 第18話「生きていた怨霊」（1982年）
  - 影の軍団IV 第24話「長崎帰りの整形美人」（1985年）
- 金曜ドラマ / 港町純情シネマ（1980年、TBS）
- 太陽にほえろ!（NTV）
  - 第438話「取調室」（1980年） - 「ルーツ」ホステス 役
  - 第524話「ラガーのラブレター」（1982年） - 堀江裕子 役
  - 第552話「或る誤解」（1983年） - 相原ルミ 役
- 探偵同盟（1981年）
- ロボット8ちゃん 第9話「いるぞあえるぞ ぼくのお父さん」（1981年） - 浅田朝子
- 銀河テレビ小説
  - 聖者が街にやって来た（1982年）
  - 歳月（1983年）
  - 妻・愛は迷路（1986年）
- 女捜査官 第3話「ハイミス浮気の担保」（1982年）
- 噂の刑事トミーとマツ 第2シリーズ（1982年、TBS）
  - 第7話「トミマツふらふら! ジャズダンスに潜入」
  - 第22話「行け猿島へ! モジャ課長死のピンチ」 - リリー水田（ダンサー）
- 火曜サスペンス劇場（NTV）
  - 誰かが死んでいた（1982年）
  - 可愛い悪魔（1982年） - 涼子の姉
  - 孤独な狩人（1982年）
  - 花園の迷宮（1988年） - 初子
  - 虹色の殺人（1988年）
  - 殺意の通路（1991年）
  - 空白の殺意 愛人殺しは妻か?夫か?（1991年）
  - 殺人回廊（1992年）
  - 女監察医・室生亜季子 第12作「もう一つの血痕」（1992年） - 大野文子 役
- 大奥 第11話「上様はさんまがお好き」（1983年）
- 日立テレビシティ / 松田聖子のはじめての情事 前篇（1983年、TBS）
- ザ・サスペンス / 復讐するは我にあり（1984年）
- 土曜ワイド劇場（ANB）
  - 結婚案内ミステリー風（1984年）
  - 辻真先の婚約旅行殺人事件シリーズ 第5作「九州婚約旅行殺人事件」（1988年）
  - 仮面の人形（1989年）
  - おんな警視連城真衣子 第2作（1990年）
  - 越後親不知、死を招くファインダー（1991年）
  - ひとり魔殺人事件（1991年）
  - 三毛猫ホームズシリーズ 第2作「三毛猫ホームズの黄昏ホテル」（1998年） - 津山信代 役
- 水曜ロードショー / 俺たちの旅 十年目の再会（1985年、NTV）
- 金田一耕助の傑作推理 香水心中（1987年、TBS） - 青野百合子 役
- 六本木ダンディーおみやさん（1987年、ANB / スタッフアズバーズ） - 北島亜希子 役
- 妻そして女シリーズ / 怨の泣声（1988年、TBS）
- 水戸黄門 第18部 第1話「水戸黄門 -水戸・江戸-」（1988年、TBS） - 藤乃 役
- さすらい刑事旅情編（ANB）
  - さすらい刑事旅情編 第2話「特急踊り子号・最後の求婚旅行」（1988年）
  - さすらい刑事旅情編IV 第12話「北アルプスの城下町・父に似た殺人犯」（1991年）
  - さすらい刑事旅情編VI 第19話「白いコートの女の殺意・就職難が招く殺意」（1994年）
- 水曜グランドロマン
  - 私の心はパパのもの（1988年）
  - 彼女が結婚しない理由（1990年）
- もっとあぶない刑事 第16話「異変」（1989年） - 朱美
- 暴れん坊将軍シリーズ（ANB）
  - 暴れん坊将軍III 第60話「母恋いなみだ舟」（1989年） - おしま
  - 暴れん坊将軍IX 第28話「江戸城大揺れ!!吉宗ついに結婚か…」（1999年） - 藤波 役
- 名奉行 遠山の金さん 第2シリーズ 第17話「仮面の女盗賊 半平を狙う」（1989年）
- 大岡越前（TBS）
  - 第11部 第9話「釣った獲物は千両箱」（1990年） - 桔梗
  - 第12部 第22話「命がけの婿入り志願」（1992年） - お紺
- 男と女のミステリー / プアゾンの匂う女 （1991年、CX）
- 夏樹静子サスペンス / 女子大生が消えた（1993年）
- 江戸を斬るVIII 第3話「悪が群がる地獄島」（1994年、TBS） - お瑶 ※ 明日香尚名義
- 連続テレビ小説 / 春よ、来い 第一部 第105話 - 第108話（1994年）
- 風の刑事・東京発! 第4話「誤認捜査!? 証言を拒む女」（1995年）
- 淀川長治物語 神戸篇 サイナラ（1999年）
- 女と愛とミステリー / 保険調査員・蒲田吟子 第2作「愛の7年殺人事件」（2001年） - 古橋
- ドラマW / 理由（2004年） - 木田好子
- 星に願いを
- 妻（NHK）
- 大帝国劇場「連続テレビ広告・純白の家」（TBS） - 真島律子 役

### 映画
- 金田一耕助の冒険（1979年） - 里子
- 薔薇の標的（1980年） - 八木の情婦 役
- 野獣死すべし （1980年）
- ねらわれた学園 （1981年） - 高倉先生 役
- 時をかける少女 （1983年） - 喪服の女 役
- さびしんぼう （1985年） - カズオの母 役
- 四月の魚 （1986年） - スクリプター 役
- 十手舞（1986年）
- 野ゆき 山ゆき 海べゆき（1986年）
- 極道の妻たち （1986年） - 滝江
- 異人たちとの夏（1988年） - マネージャー
- 疵（1988年）
- 花の降る午後（1989年） - 松木かず子
- あした（1995年） - 路地の主婦 役
- SADA 戯作・阿部定の生涯（1998年） - モガ
- 淀川長治物語 神戸篇サイナラ（2000年） - 花婿の母 役
- マヌケ先生（2001年） - 料亭の仲居
- ロスト・イン・トランスレーション Lost in Translation（2003年） - コールガール 役
- ハーレムバレンタイン
- 乙女物語
- 今日から俺は!!
- 夜明けのランナー
- 風の歌が聴きたい

### ビデオ
- 夢 その遠き果てに
- ファンキー・モンキー・ティーチャー
- サギ 悪い金儲け
- 鉄砲玉ぴゅ〜
- 極道拳
- 極道ステーキ1、2
- キングの火遊び
- その遠き夢の果てまでも

### 舞台
- 王様と私
- 南太平洋
- マクベス
- コーラス・ライン
- ファニーガール
- 海底軍団
- 東レファッションショー司会
- 八代亜紀特別公演

### 振り付け
- 第51回 全国植樹祭の振り付け監督

### CM
- 松本引越センター